# 32532 Thereus
(32532) Thereus (of 2001 PT13) is een planetoïde in het buitenste zonnestelsel, met een diameter van circa 86,5 kilometer. Hij werd voor het eerst waargenomen in 1983 en op 9 augustus 2001 door astronomen van het Near Earth Asteroid Tracking-programma van het Palomar-observatorium in San Diego (Californië) officieel ontdekt.
Het betreft een Centaur-planetoïde, omdat het deels planetoïde deels komeet is. Het is genoemd naar de centaur Thereus.